# Men2B
Men2B war eine fünfköpfige niederländische Boygroup.

## Geschichte
Die Gruppe wurde 2004 im Rahmen der Castingshow Popstars: The Rivals zusammengestellt. Einer der Bewerber war Robert "Bobby" Dessauvagie, welcher später Mitglied der Band Banaroo wurde. In die Gruppe Men2B schafften es letztlich:
- Mark Ebing
- Nils Krake
- Steven Lugger
- Ehsan Naseri
- Anno van Wanrooij

Nach der Zusammenstellung der Band trat die Gruppe im abschließenden Duell gegen die Girlgroup Raffish an. Gewinner war, wer mit seiner Siegersingle höher in den niederländischen Charts einsteigen konnte. Da ihre Single Bigger Than That am 25. Dezember 2004 sowohl in der Nederlandse Top 40 als auch der Single Top 100 auf Platz 1 einstieg, ging Men2B als Sieger hervor. Anfang 2005 übernahm aber auch Raffish mit ihrem Song Plaything den ersten Rang. Abgelöst wurde dieser Titel von Als je iets kan doen vom Musikprojekt Artiesten voor Azië, an dem auch Men2B und Raffish beteiligt waren. Der Titel wurde nach der Tsunamikatastrophe vom 26. Dezember 2004 eingespielt, die Einnahmen kamen den Opfern zugute.
Bereits am 1. Mai 2005 verließ Anno van Wanrooij die Band wieder. Men2B brachte noch drei weitere Singles heraus, die sich aber nicht in den Charts platzieren konnten. Ihr Debütalbum A Different Way kam nicht über Platz 13 hinaus. Aufgrund des ausgeblieben Erfolgs gab die Band am 27. Januar 2006 ihre Trennung bekannt. Ihr letztes Konzert gab sie am 5. März 2006 in Geleen. Die Bandmitglieder widmeten sich danach wieder Soloprojekten oder wirkten in verschiedenen Bands mit.